# ویتسردت
ویتسردت (به آلمانی: Veitsrodt) یک شهر در آلمان است که در راینلاند-فالتس واقع شده‌است.

## خصوصیات
ویتسردت ۷٫۹۴ کیلومترمربع مساحت دارد ۴۶۰ متر بالاتر از سطح دریا واقع شده‌است.